# Kimm Hekker
Kimm Hekker (Amsterdam), artiestennaam voor Corrie Hekker, is een Nederlandse zangeres. Ze was vooral tussen 1976 en 1981 actief en kreeg nationale bekendheid als zangeres van een aantal discosingles en als deelneemster aan het Nationaal Songfestival 1978.

## Carrière
Hekker zong in het bandje Mush met haar zus Rayke, en werd in 1976 ontdekt door platenmaatschappij CBS Records. Haar eerste single Only you know and I know, een cover van het Amerikaanse duo Delaney & Bonnie, haalde de Tipparade. Ook de daarop volgende singles What's his name, what's his number, Jamie en It's not easy kwamen daar terecht. In 1978 verscheen haar album Gimme a break, opgenomen onder productionele leiding van de Amerikaanse producer Tom Salisbury, tevens haar toenmalige echtgenoot. Op het album deden Amerikaanse studiomuzikanten mee, afgewisseld door Nederlandse muzikanten als Hans Hollestelle, Lex Bolderdijk, Anita Meyer, Jerney Kaagman en Jody Pijper. Ze deed tevens mee als deelneemster aan het Nationaal Songfestival 1978, maar werd verslagen door de groep Harmony. In diezelfde tijd zong ze samen met Kenny Loggins het duet Whenever I call you friend in AVRO Toppop. Kimm kwam hierna terecht in gelegenheidstrio Boogie Down Soulsisters met Lisa Boray en Patricia Maessen. Haar laatste singles waren duetten met respectievelijk Louis de Vries en Jacques Kloes van de Dizzy Man's Band.
Samen met haar man Tom Salisbury vormde ze in 1981 het duo Bridge, wat resulteerde in een gelijknamige lp en twee singles: Little Darling/I Never Thought (WEA WEAN 18 450) en Answer me/Dreamin' (WEA WEAN 18 805).
Het echtpaar vertrok in hetzelfde jaar naar de Verenigde Staten. Hekker keerde halverwege de jaren negentig terug naar Nederland.
Ook als achtergrondzangeres was Hekker eind jaren zeventig, begin jaren tachtig actief. Ze zong onder andere samen tijdens live-optredens met Martha Pendleton in het achtergrondkoor van Margriet Eshuijs, was op platen van Nederlandse artiesten als de Dolly Dots, Jan Akkerman en Kristin Berglund te horen en was een regelmatige gast als backing vocal tijdens live televisieshows als het TROS-Produktieprijs-gala (1979) en Wie was er vrij vanavond? (1980).

## Discografie

### Singles
- 1976 Only you know and I know / Hey boy - Tipparade
- 1977 What's his name, what's his number / Will I see you anymore - Tipparade
- 1978 Jamie / Love you are the one - (deelname Nationaal Songfestival '78), Tipparade
- 1978 Gimme a break / Love's destination
- 1979 It's not easy / As long as it holds you - Tipparade
- 1979 Game of chance / This is my day
- 1979 You gonna make me love somebody else / Let the music play (als Boogie Down Soulsisters)
- 1980 Love comes but once / Love is the answer (met Louis de Vries)
- 1983 I'm gonna make you love me / Song of love (als Kloes and Kim, met Jacques Kloes)

### Album
- 1978 LP Gimme a break

## Trivia
- Hekker schreef in 1979 samen met Tom Salisbury het nummer Danny please voor het debuutalbum van de Dolly Dots.
- De zus van Kimm, Rayke (die ook in de band Mush zat), nam in 1981 ook een single op. Haar plaatje It's raining in my heart haalde een televisieoptreden in Nederland Muziekland.